# Cadors
Cadors (en francès Cadours) és un municipi occità del departament de l'Alta Garona, a la regió d'Occitània.

## Monuments

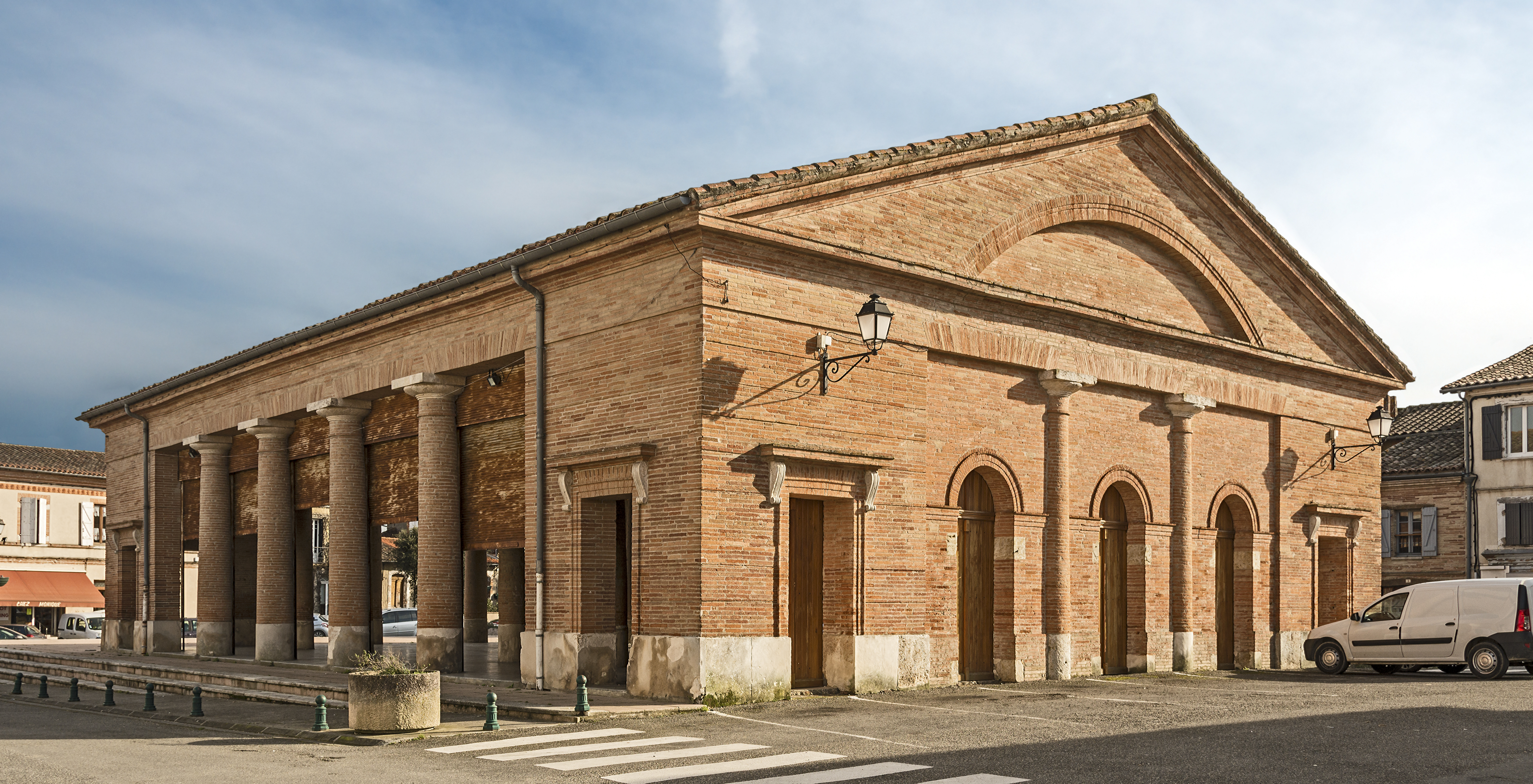
Sala de mercat.
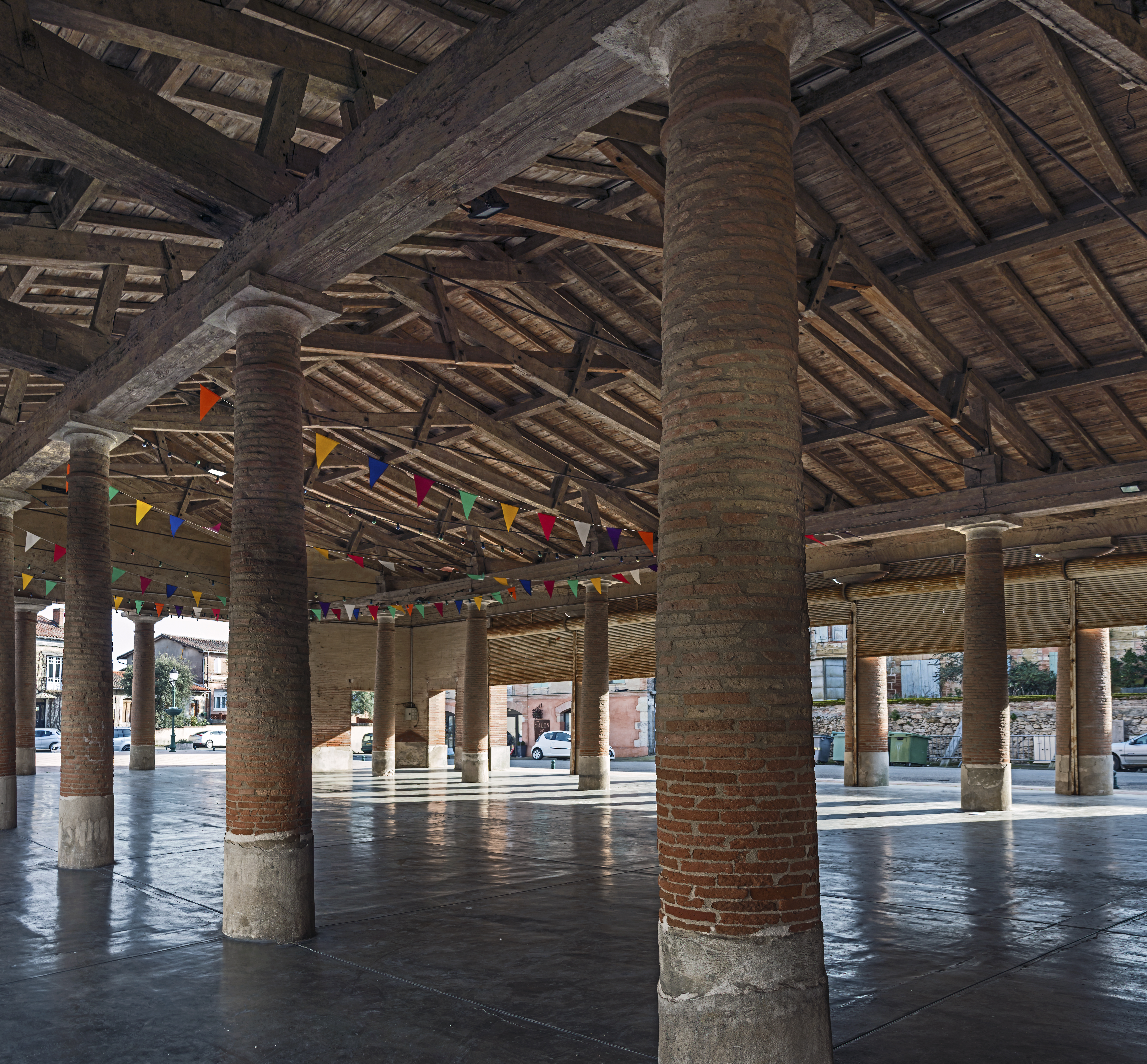
Dins de la sala de mercat.
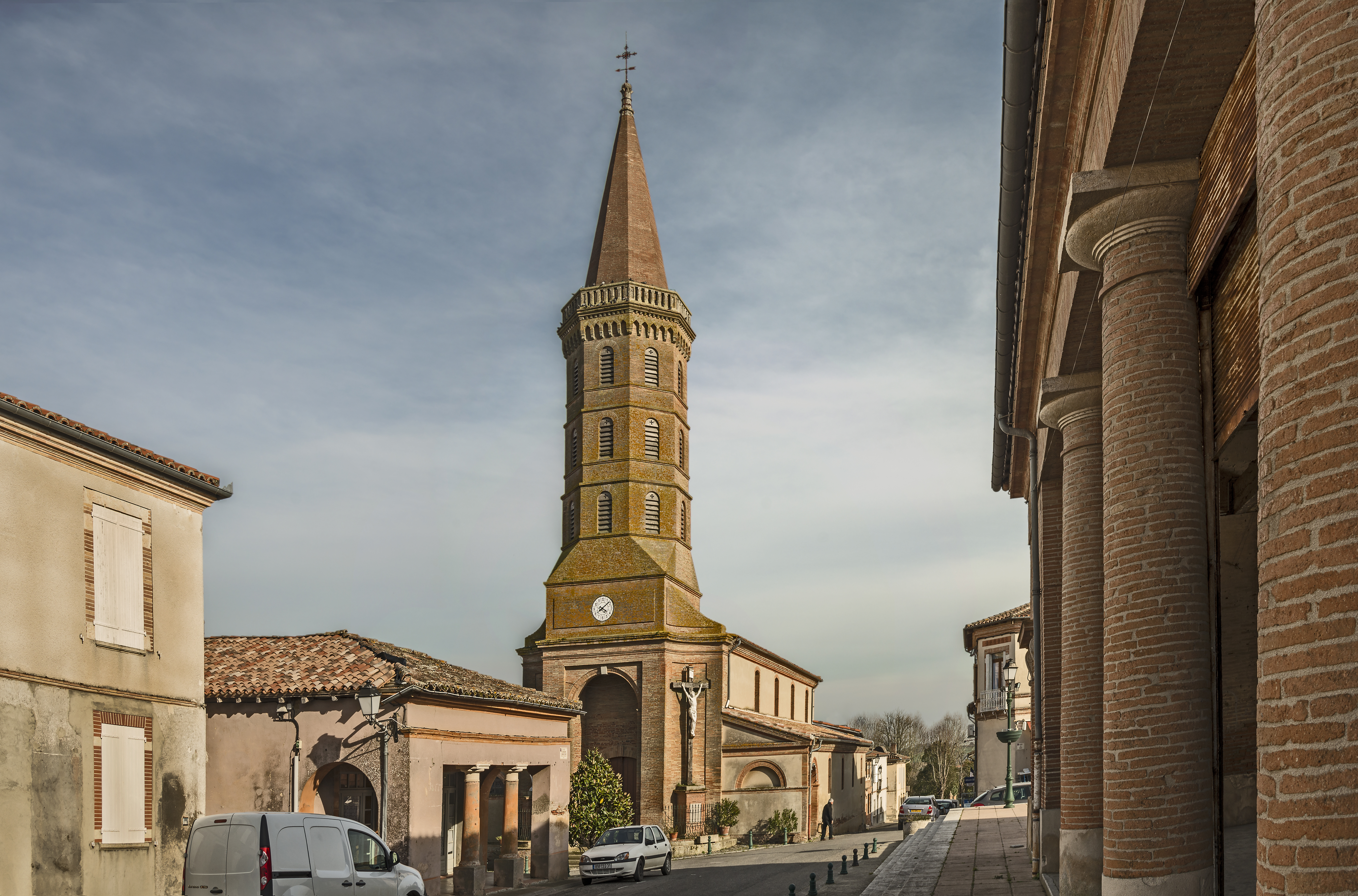
L'Església.
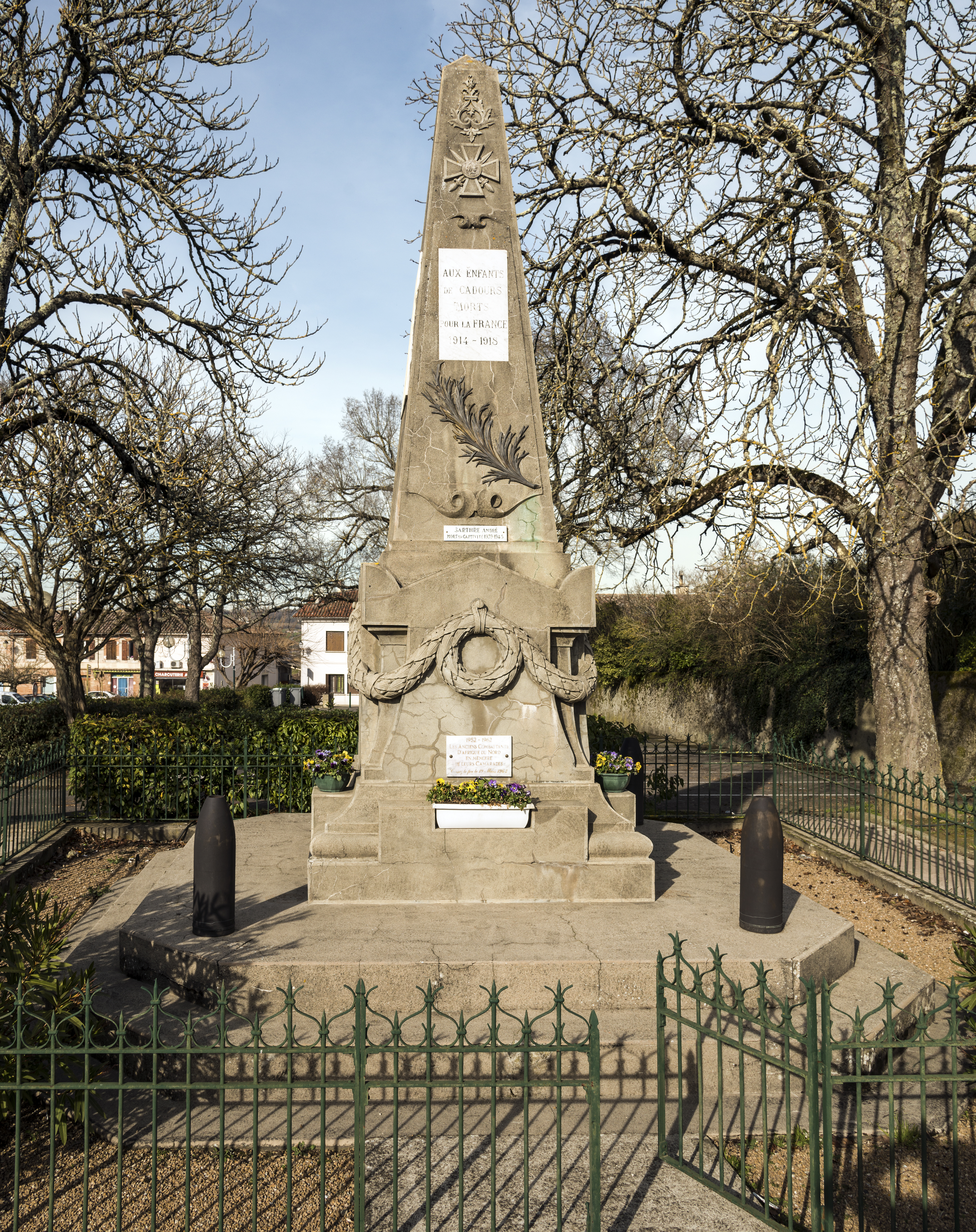
El monument de la guerra.